# Alfonso Ugarte (Tacna)
Alfonso Ugarte es un centro poblado peruano, capital del distrito de Coronel Gregorio Albarracín Lanchipa, perteneciente a la provincia y departamento de Tacna, al sur del Perú. En el 2017 tenía una población de 110 115 habitantes según el INEI.